# Hausen am Bussen
Pour les articles homonymes, voir Hausen.
Hausen am Bussen est une commune de Bade-Wurtemberg (Allemagne), située dans l'arrondissement d'Alb-Danube, dans la région Donau-Iller, dans le district de Tübingen.